# Ivan Šiškin
Ivan Ivanovič Šiškin (rusko Иван Иванович Ши́шкин), ruski slikar, * 25. januar (13. januar po ruskem koledarju) 1832, Jelabuga, Ruski imperij (zdaj Tatarstan, Rusija), † 20. (8.) marec 1898, Sankt Peterburg.
Velja za najslavnejšega ruskega krajinskega slikarja. Njegov najbolj znan motiv so gozdnate pokrajine, zaradi česar so mu sodobniki nadeli vzdevek »gozdni car«.

## Življenje in delo
Rodil se je v družini trgovca in se šolal najprej na moskovski Šoli za slikarsktvo, kiparstvo in arhitekturo (MUŽVZ) ter nato v letih 1856–1860 na Umetnostni akademiji v Sankt Peterburgu. Že v tem času je z nadarjenostjo pritegnil pozornost, prislužil si je zlato medaljo akademije in štipendijo za izpopolnjevanje v Evropi. Na študijskem potovanju je obiskal akademije v Münchnu, Dresdnu, Pragi, Düsseldorfu in Zürichu, kjer se je med drugim seznanil s tehnikama jedkanice in litografije, največji vtis pa je nanj naredila düsseldorfska šola, za katero je bilo značilno natančno upodabljanje narave in močne linije.
Po vrnitvi v Sankt Peterburg se je leta 1871 priključil skupini Peredvižnikov (»Postopačev«), kjer je bil njegov slog toplo sprejet. Zavrnil je plenerizem, saj je želel poustvariti brezčasno lepoto ruske narave in njen monumentalni red, kot ga je sam razumel. Najraje je slikal borove in hrastove gozdove v idealnih vremenskih pogojih, za njegov slog je bilo značilno, da je sicer upošteval perspektivo v geometričnem smislu, toda tudi najbolj oddaljene travne bilke je naslikal naturalistično natančno. S tem je dal svojim krajinam epski, veličasten vtis, ki je simboliziral stanovitnost »ruskega duha«, prvobitni motivi pa namigujejo na folkloro. Šele v zadnjem obdobju ustvarjanja od 1880. let dalje je poskušal vkomponirati več atmosfere v svoje slike.
V študijskem letu 1894–1895 je poučeval na Umetnostni akademiji v Sankt Peterburgu.
V Rusiji ga povezujejo s patriotizmom in močjo ruskega narodnega značaja, zato njegova dela pogosto uporabljajo kot dekoracije in učbeniške ilustracije. Po njem se imenuje pritlikavi planet 3558 Shishkin, ki ga je leta 1978 odkrila sovjetska astronomka Ljudmila Žuravljova.

### Izbor del
- Берёзовый лес (Brezov gozd), 1871
- Рожь (Rž), 1878
- Берёзовая роща
(Brezov gaj), 1878
- Полесье (Polesje), 1884
- Туманное утро (Megleno jutro), 1885
- Утро в сосновом лесу
(Jutro v borovem gozdu), 1889
- Зима (Zima), 1890
- Дождь в дубовом лесу (Dež v hrastovem gozdu), 1891